# Río Aguapey
El arroyo Aguapey (en guaraní: Aguapey) es un río de la cuenca hidrográfica del río Uruguay, que recorre sinuosamente unos 310 km en la provincia argentina de Corrientes. Nace de esteros y bañados próximos a la localidad de San Carlos, en el extremo noreste de la provincia, y zigzaguea acompañando el borde del sustrato basáltico que forma el sustrato de la provincia hasta desembocar en el Uruguay a la altura de la localidad de Alvear.
La cuenca del Aguapey comprende unos 8.106 km². Su cauce recorre una ancha llanura aluvial de pendiente muy escasa, por lo que a sus márgenes se forma un sistema de bañados de amplitud variable, que alcanza los 5 km a cada lado en época de lluvias, entre diciembre y mayo.
El Aguapey tiene varios afluentes, que nacen de los esteros que hay en la zona; por la margen derecha se destacan los arroyos Itá Paso y Santo Tomás, procedentes de los antiguos pediplanos y pedimentos muy erosionados de la región central de la provincia y los arroyos Yua, Santani, Yurucuá, Yacaré y Ayayay. Por la margen izquierda se destacan el Jesús Cué, Sarandí, Ayuí y Tinguí. A la latitud de Paso Tirante toma con un reborde del sustrato basáltico de la provincia, y vira su recorrido en dirección este-oeste, para tomar poco más tarde la dirección sur. 
Su caudal medio anual para el período de 1968 a 1997 ha sido de 83,6 m³/s.

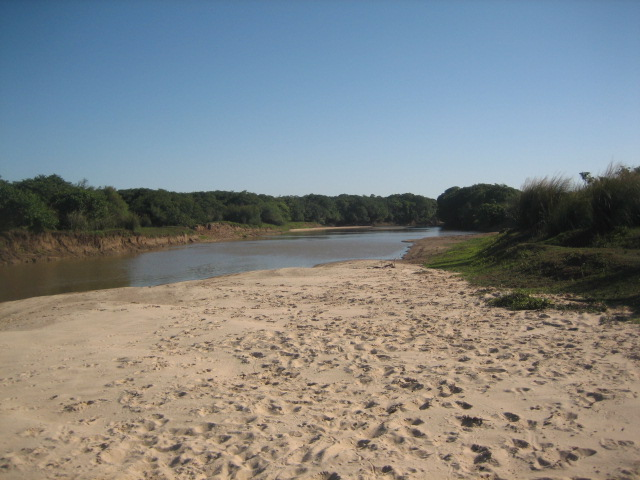
Playa de arena en el río Aguapey - La Magnolia.

## Toponimia
El nombre Aguapey probablemente viene de las palabras guaraníes aguape (aguapé, una especie de planta acuática) e y (agua).

## Fauna
En la vera del río se puede visualizar el carpincho, mamífero y roedor más grande del mundo. En los pajonales y tierras más bajas, se puede ver el ciervo de los pantanos, así también como el aguará-guazú, zorro de pelo rojizo y patas negras. En las lagunas al borde del río habita el lobito de río. Los montes que siguen el curso del río son hábitat para el gato montés, aguará popé, guazuncho, el mono carayá, el zorro de monte, cuices y nutrias.
En la selva en galería, los arenales al borde del río y los pastizales se distinguen cientos de especies de aves, como el martín pescador, las garzas blancas y rosadas, chajáes, gallinetas, cardenal, el ñandú, el tuyuyú o juan grande, flamencos, teros, pájaro carpintero, federales y gallito de agua.
Entre los peces que habitan el Aguapey se encuentran el dorado, salmón, surubí, el sábalo, la palometa, el bagre y la tararira. 
Dentro de los reptiles se ven yacarés, tortugas acuáticas, y culebras como la ñacaniná y la curiyú.
Especies nativas del Aguapey: dorado (Salminus maxillosus)
El dorado es un predador con un alto nivel de agresión y combatividad, del que se han registrado tamaños de hasta 25 kg en la Corrientes. El dorado presenta un comportamiento que hace pensar a los pescadores en un nivel de astucia superior al de los demás peces, y ha dado lugar a muchas leyendas. 
Características anatómicas: cabeza ancha, mandíbulas fuertes con dos sólidas hileras de dientes, cuerpo muy robusto y algo comprimido; la longitud de su boca es casi la mitad de la de su cabeza. La aleta caudal tiene la forma de dos lóbulos poco salientes con los radios caudales medios prolongados y con una mancha negra central y a lo largo de la aleta. Al saltar fuera del agua, presenta un color anaranjado, con el dorso verdoso y el vientre plateado. Cada escama del dorso y los flancos tiene una mancha pardo negruzca; las aletas son vivamente anaranjadas con un tono rojo en el margen libre.
El dorado presenta hábitos migratorios, tanto por alimentación como por reproducción y se traslada grandes distancias. No son bien conocidas sus áreas de desove y muchos aspectos de su biología, pero algunas observaciones indican que luego de la puesta y la fecundación, en unos tres o cuatro días, y dependiendo de la temperatura del agua, se produce la eclosión. Cuatro o cinco días después se produce la completa reabsorción del saco vitelino y comienzan a alimentarse con pequeños protozoos aumentando el tamaño de sus presas con microcrustáceos y otros organismos en la medida que crece hasta hacerse un eficiente piscívoro. 
Surubí (Pseudoplatystoma coruscans)
El surubí es un pez siluro de grandes dimensiones, solamente aventajado en tamaño por el manguruyú. Tiene el cuerpo moteado, con manchas que se hacen más largas hacia la parte posterior de los flancos, donde se convierten en barras. Las dimensiones de esta especie son notables; se registraron ejemplares de un metro y medio, y se mencionan casos de hasta tres metros.
El surubí es un cazador nocturno, y se alimenta de otros peces, principalmente en bogas y sábalos, el surubí permanece durante el día en los cursos mayores y en las profundidades máxima; por las noches, en cambio, suele adentrarse por los cursos secundarios. 
Existe una segunda especie de surubí conocida como surubí atigrado, pirambucú o piracambucú (P. fasciatum), que es también de gran tamaño y tiene aspecto general similar al de su congénere, pero es muy escaso. Vive en los cursos medios de los ríos Paraná y Uruguay y por el resto de Sudamérica llega hasta Venezuela y las Guayanas.

## Flora
La selva en galería que sigue el curso del río incluye cactus, helechos, claveles del aires, lianas, la caña tacuaruzú, la palmera pindó, lapacho, ibapoy, higuerón, viraró, la espina corona, sauce criollo, higuerón, quebrachillo, ombú, timbó, laurel, sarandí blanco, aliso del río, lapachillo, molle, guayaibí, aguay-morotí, la ortiga brava y muchas otras especies.
Entre la vegetación acuática, con sus raíces sumergidas fijas o flotantes, se encuentran juncos, espadañas, camalotes, repollitos, lentejas, helechos de agua, irupé o maíz de agua. 